# Кинг, Эдвард, виконт Кингсборо

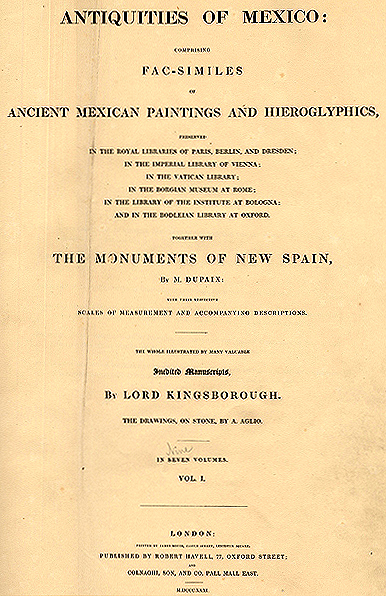
Титульный лист «Древностей Мексики»

Эдвард Кинг, виконт Кингсборо, более известный в истории науки как лорд Кингсборо (англ. Edward King, Viscount Kingsborough or Lord Kingsborough; 16 ноября 1795 — 27 февраля 1837) — ирландский любитель древностей, более всего известный своей теорией происхождения индейцев от тринадцатого колена Израилева. Его теории воздействовали на многих исследователей Мексики: Ж. Вальдека, Ш. Брассёр де Бурбура, О. Ле-Плонжона.
Второй ребёнок (и старший сын) Джорджа Кинга, 3-й графа Кингстона.
В настоящее время работы Кингсборо привлекают самое пристальное внимание со стороны адептов т. н. «новой хронологии». Основной труд Кингсборо — «Древности Мексики», остался неоконченным (вышло 9 томов из 10). Это собрание до сих пор сохраняет научную ценность, ввиду того, что было первой публикацией индейских и испанских источников, посвящённых доколумбовым цивилизациям.

## Примечательные факты
- Собирание рукописей и их факсимильное издание обошлось Кингсборо в невероятную для 1837 г. сумму 32 тыс. ф.ст. (Для сравнения: первое издание Библии на китайском языке обошлось в 30 ф.ст.) Эдвард Кинг, виконт Кингсборо, умер в Дублинской долговой тюрьме[2] от тифа за два года до своего отца графа Кингстона, чей титул он так и не успел унаследовать.
- Среди рукописей, использованных Кингсборо, ни одна не была приобретена в Испании.
- Книгу «Древности Мексики» иллюстрировал итальянский художник Агостино Альо (Agostino Aglio, 1777—1857), ранее рисовавший памятники древнего Египта. Все литографии в книге, числом более 1000, раскрашены вручную.
- В честь Кингсборо назван ацтекский кодекс, повествующий об испанском завоевании.

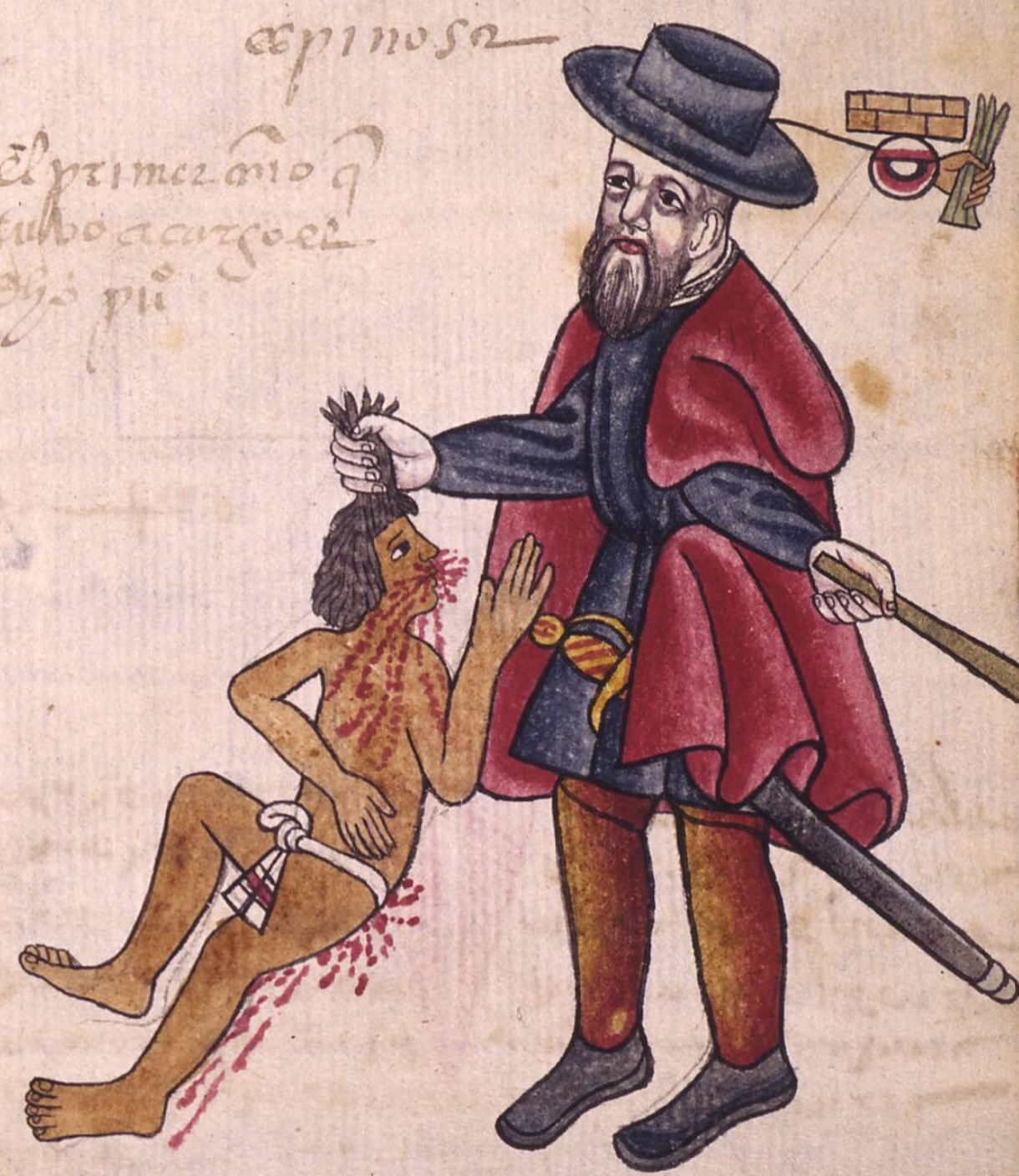
Фрагмент листа из «Кодекса Кингсборо»

## Публикации
- Antiquities of Mexico: comprising fac-similes of ancient Mexican paintings and hieroglyphics, preserved in the royal libraries of Paris, Berlin and Dresden, in the Imperial library of Vienna, in the Vatican library; in the Borgian museum at Rome; in the library of the Institute at Bologna; and in the Bodleian library at Oxford. Together with the Monuments of New Spain, by M. Dupaix: with their respective scales of measurement and accompanying descriptions. The whole illustrated by many valuable inedited manuscripts, by Augustine Aglio (англ.). — London: A. Aglio (Vols. 1–5), R. Havell (Vols. 6–7), H.G. Bohn (Vols. 8–9), 1830–1848.
- На русском языке упоминания о Кингсборо фрагментарны. На него ссылается Е. П. Блаватская в статье «Терра Инкогнита», однако более менее научное описание его наследия имеется у М. Стингла. См.: «Индейцы без томагавков»[2].